# Barney Norris
Barney Norris (* 1987 in Sussex) ist ein britischer Schriftsteller und Dramatiker.
Norris wuchs in Salisbury auf. Er schrieb mehrere Theaterstücke, von denen Visitors und Eventide mit Preisen ausgezeichnet wurden. 2015 veröffentlichte er seinen Debütroman Five Rivers Met on a Wodded Plain, der unter dem Titel Hier treffen sich fünf Flüsse auch in deutscher Sprache erschien.

## Werke in deutscher Übersetzung
- Hier treffen sich fünf Flüsse. Roman. Aus dem Englischen von Johann Christoph Maass. DuMont Verlag, Köln 2017, ISBN 978-3-8321-9850-3.